# (280) Philia
(280) Philia est un astéroïde de la ceinture principale découvert par Johann Palisa le 29 octobre 1888 à Vienne.